# Javier Arce
Javier Arce (Ica, Perú, 28 de febrero de 1957) es un director técnico, preparador físico y director deportivo peruano. Actualmente, es el entrenador de Deportivo Coopsol de la Liga 2 de Perú. 

## Trayectoria
Hasta enero del 2012, Arce era un preparador físico que recalcaba en el medio peruano. Pero sorpresivamente, en marzo de ese mismo año, debido a la renuncia de Wilmar Valencia como DT del José Gálvez; se le dio la oportunidad a Arce de poder dar el gran salto para ser el nuevo DT del equipo chimbotano. Él no desaprovechó esa oportunidad y tomó la batuta de Valencia, quien había dejado al equipo en la quinta posición de la tabla por muchas fechas por jugarse aún. Su debut se produce el 24 de marzo del 2012 al derrotar al León de Huánuco 1-0 en Chimbote. En septiembre del mismo año, Arce dirigiendo al José Gálvez gana la Copa Federación 2012 al derrotar por el marcador de 1-0 al Juan Aurich de Chiclayo en el estadio Manuel Rivera Sánchez. Bajo su mando, José Gálvez se mostró como un equipo fuerte de local y que solía robar de visita. A fin de año, José Gálvez tenía las esperanzas de clasificar a la Copa Sudamericana 2013, pero pese a que en la última fecha derrotó 4-0 al Club Universitario de Deportes, no le alcanzó para clasificar. Pero Arce quedó en la historia al ser el DT que estuvo más cerca de llevar al equipo chimbotano a un torneo internacional.
En el 2013, se le renovó contrato con el José Gálvez, pero lastimosamente no pudo repetir la hazaña del año pasado y esta vez todo el tiempo que el equipo estuvo bajo su mando peleó siempre la zona del descenso. Debido a esto, Arce se retira del club chimbotano y firma contrato por el Defensor San Alejandro de la Segunda División del Perú. En las 19 fechas que estuvo al mando del club, San Alejandro de Ucayali donde se situó en la mitad de la tabla y con pocas opciones de conseguir el ansiado ascenso. Después de esto, Arce firma contrato con el Unión Comercio de San Martín, regresando así a dirigir en la Primera División del Perú. El club selvático parecía condenado al descenso, pero bajo el mando de Arce logró levantarse un poco y en el partido extra por el descenso, el equipo selvático logró derrotar en el estadio Francisco Mendoza Pizarro de Olmos al Pacífico FC por el marcador de 1-0 lo que le garantizó su estadía en Primera División para el siguiente año.
Durante todo el 2014 Arce retorna al San Alejandro. En su mando del club en la Segunda División Peruana 2014 el San Alejandro fue un equipo que en la primera parte del campeonato luchó los primeros lugares por el ascenso al Campeonato Descentralizado 2015. Lastimosamente en la segunda parte del torneo el equipo cayó varias posiciones y se mantuvo en la media tabla hasta finales de año, lo que lo dejaba lejos de la zona de ascenso. El 2015 Arce siguió al mando del San Alejandro pero para su mala suerte el equipo decidió abstenerse de participar en la Segunda División Peruana 2015. Por esta razón, el equipo selvático se debió presentar a la Copa Perú 2015 cosa que tampoco hizo. Para mediados de junio del mismo año se anunció su contratación como entrenador para el UTC de Cajamarca  . En su partido de debut logró que el equipo cajamarquino venza en condición de local al Ayacucho FC por el marcador de 1-0. Solo dirigió 7 partidos más donde obtuvo tres derrotas y cuatro empates, solo obteniendo una victoria (la de su debut). Ante su pésima campaña, Arce es despedido del equipo cajamarquino.
Al poco tiempo es contratado por el Sport Loreto, un club de Primera División que pelea la permanencia, pero tiene sueños de mantenerse. Posteriormente, dirigió en Unión Huaral el 2016 y Deportivo Garcilaso. A mitad del 2018 es contratado por Comerciantes Unidos para lograrlo salvar del descenso, donde no lo consigue. El 2019 dirigió al Deportivo Binacional hasta septiembre de 2019 donde consigue ganar el Torneo Apertura, unos días después fue anunciado como nuevo Director Deportivo del Cusco FC, después de unos meses como director deportivo del equipo Cuzqueño, en 2020, deja el cargo de director deportivo y se combierte en el nuevo entrenador del equipo con resultados irregulares regresando después al Binacional el cual no pudo repetir la gloria del año anterior. El 27 de enero del 2021 Arce se convierte en el DT del Atlético Grau de la Liga 2, luego en el Sport Huancayo. El 2022 dirigió al Alfonso Ugarte y al Carlos Stein hasta mediados del 2023. En agosto de 2023 hasta finales del Año dirigió al Unión Huaral, también de la Liga 2 Peruana y 13 días al Diablos Rojos de la Copa Perú.
A finales del año 2024, Arce fue anunciado como nuevo director deportivo de Comerciantes Unidos de Cutervo de la Liga 1 Peruana a partir del año 2025, siendo su segunda experiencia como director deportivo. A partir de mayo de ese año, empezó a dirigir a Deportivo Coopsol, club de la Liga 2. 

## Clubes como entrenador
| Club                    | País | Año         |
| ----------------------- | ---- | ----------- |
| José Gálvez             | Perú | 2012 - 2013 |
| Defensor San Alejandro  | Perú | 2013        |
| Unión Comercio          | Perú | 2013        |
| Defensor San Alejandro  | Perú | 2014 - 2015 |
| UTC                     | Perú | 2015        |
| Sport Loreto            | Perú | 2015        |
| Unión Huaral            | Perú | 2016        |
| Deportivo Garcilaso     | Perú | 2017        |
| Comerciantes Unidos     | Perú | 2018        |
| Deportivo Binacional    | Perú | 2019        |
| Cusco FC                | Perú | 2020        |
| Deportivo Binacional    | Perú | 2020        |
| Club Atlético Grau      | Perú | 2021        |
| Sport Huancayo          | Perú | 2021        |
| Alfonso Ugarte          | Perú | 2022        |
| Carlos Stein            | Perú | 2022 - 2023 |
| Unión Huaral            | Perú | 2023        |
| Diablos Rojos (Juliaca) | Perú | 2024        |
| Deportivo Coopsol       | Perú | 2025        |

Clubes como director deportivo
| Club                | País | Año   |
| ------------------- | ---- | ----- |
| Cusco FC            | Perú | 2019  |
| Comerciantes Unidos | Perú | 2025- |

## Palmarés
| Título          | Club                 | País | Año  |
| --------------- | -------------------- | ---- | ---- |
| Copa Federación | José Gálvez          | Perú | 2012 |
| Torneo Apertura | Deportivo Binacional | Perú | 2019 |